# Herbert Strutz
Herbert Strutz (* 6. Juni 1902 in Klagenfurt; † 1. Oktober 1973 in Wien) war ein österreichischer Journalist und Schriftsteller.

## Leben
Strutz hatte zwei Geschwister. Sein Vater besaß eine gutgehende Kunst- und Bauschlosserei. Nach dessen Tod 1909 verkaufte die Mutter 1912 den Betrieb und übersiedelte die Familie nach Wien.
Nach dem Ersten Weltkrieg erlebte die Familie einen sozialen Abstieg. Strutz brach die Realschule 1918 ab und begann eine Buchhandelslehre, die er auch abbrach. Dann folgte ein Klavier- und Kompositionsstudium an der Akademie für Musik und darstellende Kunst. Wegen einer überspielten linken Hand musste er sich umorientieren und war ab 1923 Journalist, vor allem als Konzert- und Kunstkritiker. Seine Berufung sah er jedoch nunmehr in der Belletristik. 1932 veröffentlichte er als Erstling den Gedichtband Wanderer im Herbst.
Strutz gelang es, zwischen dem Ständestaat und dem Nationalsozialismus zu lavieren. Während seine zivilisationskritische Literatur von ersterem gut angenommen wurde, war er am 18. Mai 1933 der NSDAP beigetreten (Mitgliedsnummer 1.614.049), sodass er auch nach dem Anschluss problemlos Beschäftigung fand und Auszeichnungen erhielt.
1942 wurde er in die Wehrmacht einberufen, kam jedoch aufgrund schweren Rheumas nicht an die Front. Nach kurzer amerikanischer Kriegsgefangenschaft kehrte er 1945 nicht nach Wien zurück, sondern nach Kärnten. Wegen Falschangaben im Zuge der Entnazifizierung kam es zu einem Strafverfahren, das 1948 eingestellt wurde. In Kärnten wurde er Kunstkritiker der Volkszeitung.
1955 zog sich Strutz aus dem Journalismus zurück und wurde hauptberuflich Schriftsteller.
Strutz war freundschaftlich mit Guido Zernatto und Josef Friedrich Perkonig verbunden.

## Ehrungen
- 1934: Preis der Julius-Reich-Stiftung
- 1935: Österreichische Verkehrswerbung: Preis für die beste winterliche Landschaftsschilderung in einer ausländischen Zeitung
- 1939: Lyrikpreis der Zeitschrift Die Dame: 2. Preis (geteilt/5 Autoren)
- 1940: Kärntner Literaturpreis 1. Preis (Lyrik)
- 1959: Theodor-Körner-Fonds: Körner-Förderungspreis
- 1962: Verleihung des Titels Professor durch das BMfU
- 1972: Literaturpreis des Verlages Carinthia
- Herbert-Strutz-Weg in Klagenfurt[3]
- Herbert-Strutz-Straße in Villach[4]